# Krystle Esdelle
Krystle Esdelle (* 1. August 1984 in San Fernando) ist eine Volleyballspielerin aus Trinidad und Tobago. Esdelle spielt auf der Position des Diagonalangreifers.

## Karriere

### Im Verein
Esdelle begann ihre sportliche Karriere in der Leichtathletik und wechselte im Alter von siebzehn Jahren zum Volleyball. Ihre professionelle Karriere startete die Linkshänderin in Indonesien. In der Saison 2010/11 wechselte sie nach Frankreich zum Verein Quimper Volley, wo sie sogar Kapitän des Teams wurde. Anschließend wechselte sie zum deutschen Bundesligisten Schweriner SC, wo sie 2012 Deutscher Meister wurde. Seit 2012 spielt sie beim polnischen Erstligisten AZS Białystok. Im Jahr 2012 nahm sie außerdem an der karibischen Volleyball Liga teil. Dort spielte sie für die Universität von Trinidad und Tobago (UTT). Im Finale traf Esdelles Mannschaft auf den Favoriten Glamorgan. UTT konnte sich allerdings durchsetzen, wobei Krystle Esdelle als überragende Spielerin galt.

### In der Nationalmannschaft
Esdelle gab 2007 ihr Debüt in der Nationalmannschaft ihres Heimatlandes Trinidad und Tobago.  Bei der NORCECA-Meisterschaft 2011 erzielte die Nationalspielerin die meisten Punkte für ihr Team, das den siebten Platz belegte. 2014 wurde Esdelle nach dem Gewinn eines Qualifikationsturniers für die NORCECA-Meisterschaft 2014 als wertvollste Spielerin des Turnieres ausgezeichnet. In der Nationalmannschaft läuft Krystle Esdelle mit der Rückennummer 16 auf.

### Karriereende
Im Jahr 2014 erklärte Esdelle ihr Karriereende, nachdem sie lange von einer Schulterverletzung beeinträchtigt wurde. 2015 nahm sie das Spiel wieder auf.